# Aneth (Utah)
Aneth is een plaats (census-designated place) in de Amerikaanse staat Utah, en valt bestuurlijk gezien onder San Juan County.

## Demografie
Bij de volkstelling in 2000 werd het aantal inwoners vastgesteld op 598.

## Geografie
Volgens het United States Census Bureau beslaat de plaats een oppervlakte van
30,3 km², waarvan 29,5 km² land en 0,8 km² water. Aneth ligt op ongeveer 1375 m boven zeeniveau.

## Plaatsen in de nabije omgeving
De onderstaande figuur toont nabijgelegen plaatsen in een straal van 36 km rond Aneth.